# Forshaga (plaats)
Forshaga is de hoofdplaats van de gemeente Forshaga in het landschap Värmland en de provincie Värmlands län in Zweden. De plaats heeft 6355 inwoners (2005) en een oppervlakte van 503 hectare. De plaats ligt aan de rivier de Klarälven, ongeveer 20 km van de monding van deze rivier in het Vänermeer.

## Verkeer en vervoer
Bij de plaats loopt de Riksväg 62.

## Geboren
- Stefan Holm (1976), olympisch kampioen hoogspringen